# 尤利娅·米勒
尤利娅·米勒（德語：Julia Müller，1985年12月10日—），德国女子曲棍球运动员。她曾代表德国参加2008年、2012年和2016年夏季奥林匹克运动会曲棍球比赛，其中2016年奥运会获得一枚铜牌。